# Tigrán Mansurián
Tigrán Yeghiayi Mansurián (en armenio: Տիգրան Մանսուրյան; nacido el 27 de enero de 1939) es un destacado compositor armenio de música clásica y partituras de cine.

## Biografía
Mansurián nació en Beirut. Su familia se mudó a Armenia en 1947 y se estableció en Ereván en 1956, donde fue educado. Estudió primero en la Escuela de Música Romanos Melikian con el compositor armenio Edvard Baghdasarián y más tarde en el Conservatorio Estatal de Ereván Komitas. Su álbum "Monodia" fue nominado para el premio Grammy 2005 por "Mejor interpretación de solista (s) instrumental (s) (con orquesta) y "Mejor composición contemporánea clásica".

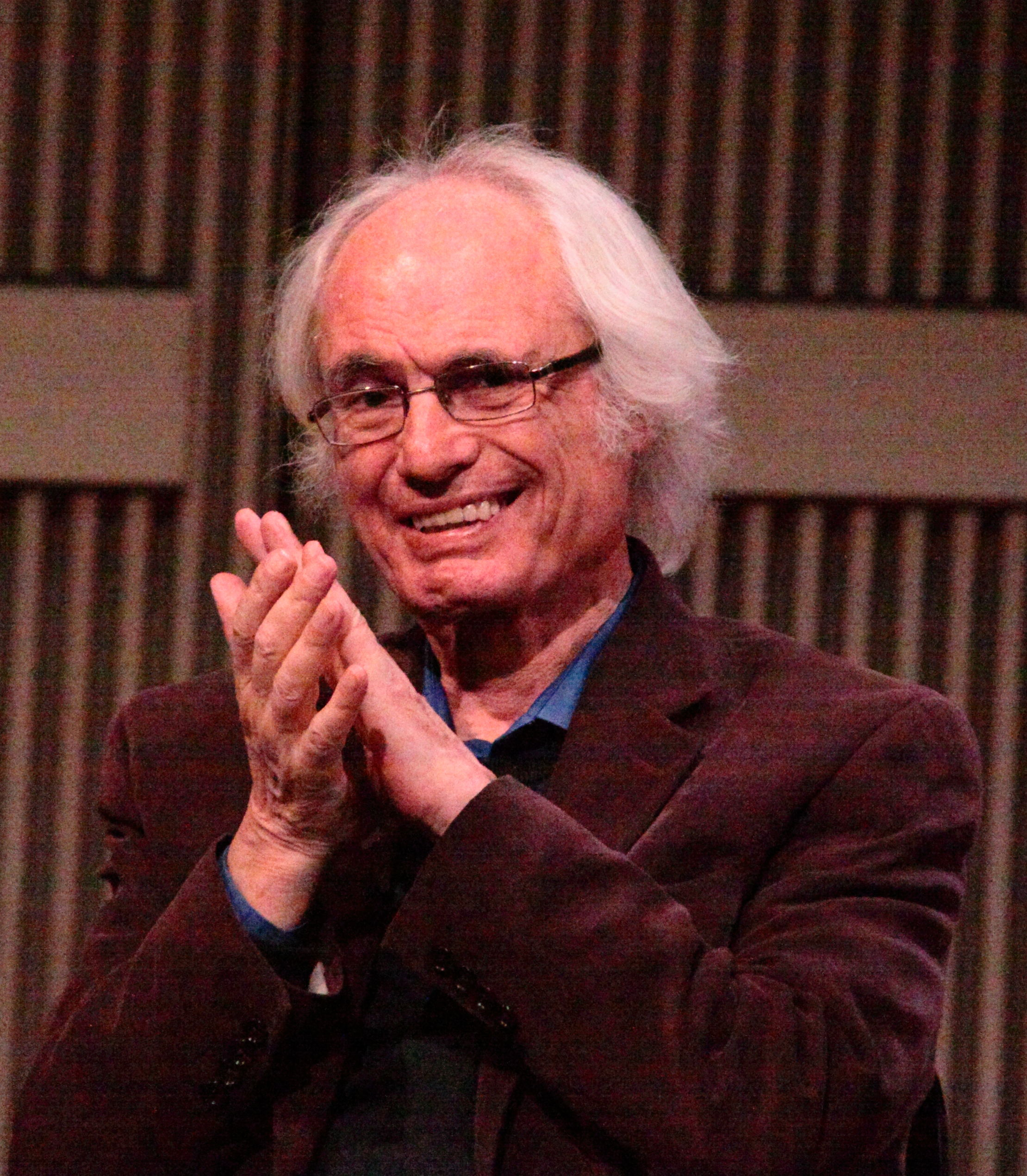
Tigrán Mansurián en San Francisco, 2015

## Grabaciones
- Tigrán Mansurián: Cuartetos de cuerda - Rosamunde Quartett ( ECM 1905)
- Tigrán Mansurián: "... y luego estuve en el tiempo otra vez", Lachrymae, confesando con fe - Kim Kashkashian, viola; Jan Garbarek, saxofón soprano; El conjunto de Hilliard; Christoph Poppen, director de orquesta; Münchener Kammerorchester . (CD ECM 1850/51)
- Tigrán Mansurián: Havik, dueto para viola y percusión - Kim Kashkashian, viola; Robyn Schulkowsky, percusión; Tigran Mansurian, piano, voz. (CD ECM 1754)
- Tigrán Mansurián: Casi hablando - Patricia Kopatchinskaja, violín; Anja Lechner, violonchelo; Amsterdam sinfonietta; Candida Thompson. (ECM nueva serie 2323)

## Trabajos
Las composiciones de Mansurián van desde obras orquestales a gran escala hasta canciones de arte individuales. También compuso varias partituras de cine entre 1968 y 1980. En 2017, Tigrán Mansurián lanzó un álbum titulado Requiem, una colección de ocho piezas "Dedicada a la memoria de las víctimas del genocidio armenio".

### Escenario
- The Snow Queen (ballet en dos actos con un escenario de Vilen Galstyan, sobre  la historia de Hans Christian Andersen ), 1989

### Orquestal
- Concierto, para órgano y pequeña orquesta, 1964.
- Partita, para orquesta grande, 1965.
- Música para doce cuerdas, 1966
- Preludios, para orquesta grande, 1975.
- A la memoria de Dmitry Shostakovich, para violonchelo y gran orquesta, 1976
- Oda Canónica, para arpa, órgano y orquestas de 2 cuerdas, 1977.
- Concierto No. 2, para violonchelo y orquesta de cuerdas, 1978.
- Doble concierto para violín, violonchelo y orquesta de cuerdas, 1978.
- Tovem, para orquesta pequeña, 1979.
- Nachtmusik, para orquesta grande, 1980.
- Porque I Do Not Hope (en memoria de Igor Stravinsky ), para orquesta pequeña, 1981
- Concierto para violín y orquesta de cuerdas, 1981.
- Concierto n.º 3, para violonchelo y pequeña orquesta, 1983.
- Postludio Concerto, para clarinete, violonchelo, orquesta de cuerdas, 1993
- Concierto para viola y orquesta de cuerdas, 1995.
- Fantasía, para piano, orquesta de cuerdas, 2003.
- Ubi est Abel frater tuus? Concierto No.4, para violonchelo y pequeña orquesta, 2010.

### Música de cámara
- Sonata, para viola y piano, 1962.
- Sonata, para flauta y piano, 1963.
- Sonata No. 1, para violín, piano, 1964
- Allegro barbaro, para violonchelo solo, 1964
- Sonata No. 2, para violín y piano, 1965.
- Piano Trio, para violín, violonchelo y piano, 1965.
- Salmo, para dos flautas y violín, 1966.
- Interior, para cuarteto de cuerda, 1972
- Silhouette of a Bird, para clave y percusión, 1971–73.
- Sonata No. 1, para violonchelo y piano, 1973.
- Sonata No. 2, para violonchelo y piano, 1974.
- Quinteto de viento, para flauta, oboe, clarinete, trompa y fagot, 1974
- El retórico, para flauta, violín, contrabajo y clave, 1978
- Capriccio, para violonchelo solo, 1981
- Cuarteto de cuerdas n. ° 1, 1983–84.
- Cuarteto de Cuerdas No. 2, 1984
- Cinco bagatelas, para violín, violonchelo y piano, 1985
- Tombeau, para violonchelo y percusión, 1988.
- Postludio, para clarinete y chelo, 1991-92 (también tiene una versión para concierto)
- Cuarteto de Cuerdas No. 3, 1993
- Concierto, para corno inglés, clarinetes, fagotes, trompetas y trombones, 1995
- Hommage à Anna Akhmatova, para clarinete bajo, qanun ( cítara ), viola y marimba, 1997
- Dúo, para viola y percusión, 1998.
- Danza, para viola y percusión, 1998.
- Lacrimae, para saxofón soprano y viola, 1999;
- Lamento, para violín, 2002 (también tiene versión para viola).
- Tres Taghs medievales, para viola y percusión, 1998-2004
- Testamento, para cuarteto de cuerdas, 2004
- Ode an den Lotus (Ode to the Lotus) para viola solo, 2012

### Piano
- Sonatina No. 1, 1963
- Suite Petite, 1963
- Sonata No. 1, 1967
- Miniaturas, 1969
- Tres piezas, 1970–71
- Nostalgia, 1976
- Tres piezas para las llaves bajas, 1979
- Sonatina No. 2, 1987

### Coral
- Tres poemas, para coro mixto, 1969 (texto de Kostan Zaryan )
- Canciones de primavera, para coro mixto, 1996 (texto de Hovhannes Tumanyan ),
- Confesar con fe, por cuatro voces masculinas y viola, 1998 (texto de Nerses Shnorhali )
- Concierto de Ars Poetica para coro mixto, 1996–2000 (texto de Yeghishe Charents )
- Motet, dos coros mixtos, 2000 (texto de Grigor Narekatsi ),
- En las orillas de la eternidad, para coro mixto, 2003 (texto de Avetik Isahakyan )

### Vocal
- Tres romances, para mezzo-soprano y piano, 1966 (texto de Federico García Lorca, traducido al armenio por Hamo Sahyan )
- Cuatro Hayrens para mezzo-soprano (o viola) y piano, 1967 (texto de Nahapet Kuchak)
- Intermezzo, para soprano y conjunto, 1972-73 (texto de Vladimir Holan ), puntuación perdida)
- Te estoy dando una rosa, para soprano, flauta, violonchelo y piano, 1974 (texto de Matevos Zarifyan)
- Tres canciones nairianas, para barítono y gran orquesta, 1975–76 (texto de Vahan Teryan)
- Tres madrigales, para soprano, flauta, violonchelo, piano, 1974–81 (texto de Razmik Davoyan),
- Sunset Songs, para soprano y piano, 1984–85 (un ciclo de canciones al texto de Hamo Sahyan)
- The Land of Nairi para soprano y piano, 1986 (un ciclo de canciones al texto de Vahan Teryan),
- Miserere, para soprano y orquesta de cuerdas, 1989 (textos de Saint Mesrob basados en la Biblia en una traducción al armenio)
- Madrigal IV, para soprano, flauta, clarinete, violín, chelo, piano y campanas tubulares, 1991 (texto de Alicia Kirakosyan)
- Requiem, para soprano, barítono, coro mixto y orquesta de cuerdas, 2011

### Resultados de cine
- El color de las granadas, 1968 (dirigido por Sergei Parajanov )
- El color de la tierra armenia, 1968 (dirigido por Mikhail Vartanov )
- Pastoral de otoño, 1971 (dirigida por Mikhail Vartanov)
- And So Every Day, 1972 (dirigido por Mikhail Vartanov)
- Nosotros y nuestras montañas, 1969 (dirigida por Henrik Malyan )
- Osenneye solntse ( Autumn Sun ), 1979 (dirigida por Bagrat Oganesyan)
- Leyenda del payaso, 1979 (dirigida por Levon Asatryan)
- Ktor me Yerkinq, 1980 (dirigida por Henrik Malyan)
- El tango de nuestra infancia, 1984 (dirigido por Albert Mkrtchyan)